# سیارک ۵۱۱۳
سیارک ۵۱۱۳ (به انگلیسی: 5113 Kohno، نامگذاری:1988BN) پنج هزار و صد و سیزدهمین سیارک کشف شده است که در ۱۹ ژانویه ۱۹۸۸ کشف شد.
قدر مطلق سیارک برابر ۱۲٫۶۰ است.